# 6 Guns
6 Guns is een Amerikaanse film uit 2010 van The Asylum met Barry Van Dyke.

## Verhaal
Een jongedame schakelt de hulp in van een premiejager om haar het vak te leren. Zodoende kan ze wraak nemen op de mannen die haar familie hebben vermoord.

## Rolverdeling
| Acteur         | Personage      |
| -------------- | -------------- |
| Barry Van Dyke | Frank Allison  |
| Sage Mears     | Selina Stevens |
| Greg Evigan    | Sheriff Barr   |
| Brian Wimmer   | Will Stevens   |
| Shane Van Dyke | Chris Beall    |